# 純子
純子（日语：ぢゅん子，11月28日—），日本漫畫家。

## 經歷
神奈川縣出身，2009年出道，在少女向雜誌及BL雜誌上連載作品。
2016年以《我太受歡迎了，該怎麼辦？》榮獲第40屆講談社漫畫賞少女部門賞。

## 外部連結
- 純子的X（前Twitter）